# Can Ramonet (Sant Pere de Ribes)
Can Ramonet és una obra de Sant Pere de Ribes (Garraf) protegida com a Bé Cultural d'Interès Local.

## Descripció
És una masia situada als peus del Montgròs, prop del camí que hi mena. És un edifici aïllat de planta en forma de "L", entorn el qual hi ha diversos cossos que antigament es destinaven a la producció vitícola. El volum principal consta de planta baixa, pis i golfes i té la coberta a dues vessants desiguals amb el carener paral·lel a la façana. El portal és d'arc de mig punt adovellat i es troba descentrat en el frontis, al costat del qual hi ha una petita finestra d'arc pla arrebossat. Al primer pis hi ha dos finestrals d'arc pla arrebossat amb sortida a balcons de baranes forjades. A l'extrem de migdia de la façana hi ha pintat un rellotge de sol rectangular, alineat amb el de la façana de garbí, de les mateixes característiques. En aquesta hi ha un portal i quatre finestres d'arc pla arrebossat, distribuïts de forma aleatòria. La façana posterior presenta les restes d'un forn de pa i d'un cos agrícola annex d'un sol nivell d'alçat, que alberga un cup. A la resta del mur posterior s'observen les restes d'un cos de les mateixes característiques, avui inexistent. L'acabat exterior és arrebossat i pintat de color blanc. A l'interior, davant l'entrada principal, s'hi conserven dos arcs de diafragma apuntats, que segons la tipologia constructiva són d'origen baix medieval. En una estança propera hi ha l'accés a l'hipogeu, parcialment enderrocat. A la façana de tramuntana hi ha adossat un cos de la mateixa alçada i coberta a una sola vessant que desaigua a la façana. El portal d'accés és d'arc escarser ceràmic amb brancals de pedra, amb dues finestres d'arc pla arrebossat per pis. En un extrem d'aquesta façana hi ha un petit contrafort. A llevant de la masia hi ha diversos cossos d'un sol nivell d'alçat que es corresponien amb annexes agrícoles, eminentment per a l'elaboració del vi. En l'actualitat s'han restaurat per habilitar-los com a estances d'un complex turístic. En una rajola del paviment s'observa la data "1696" inscrita.

## Història
Segons consta en el llibre d'Apeo de l'any 1847, la masia de Can Ramonet pertanyia a Antoni Llansas.